# Doctor of Ministry
Doctor of Ministry (Dottore ministro del Culto) (abbreviato D.Min.) è una qualifica di dottorato professionale rivolto a soggetti coinvolti in qualche forma di ministero del Cristianesimo. Come dagli standard definiti dall'Association of Theological Schools in the United States and Canada (ATS) (Associazione delle scuole teologiche negli Stati Uniti e del Canada), I programmi devono richiedere alle matricole di avere conseguito un Master of Divinity o un suo equivalente. L'ATS richiede agli studenti di completare almeno un anno di corsi seguiti dal completamento del programma con una dissertazione o progetto di ricerca relativo al dottorato. In genere, il corso di studi richiede da tre a sei anni per essere completato. Gli studenti in genere si concentrano su una materia di teologia pratica, come missione, evangelizzazione, counseling pastorale o la psicologia della religione, omiletica, formazione spirituale, la crescita della chiesa, l'amministrazione della chiesa, o la guida della chiesa.